# Manuel Capella (ciclista)
Manuel Capella Ros (Alquerías del Niño Perdido, 4 de septiembre de 1912 - Valencia, 21 de enero de 2001) fue un ciclista valenciano, profesional de 1933 a 1942. Compitió en grandes pruebas como la Vuelta en Cataluña o la Vuelta en España, pero no consiguió ganar ninguna etapa.

## Palmarés
- 1933
  - 5º a la Vuelta a Levante
- 1934
  - 7º a la Vuelta a Mallorca

### Resultados a la Vuelta en España
- 1935. Abandona
- 1936. Abandona
- 1942. Abandona